# Circle (Alasca)
Circle é uma Região censo-designada localizada no estado americano de Alasca, no Distrito de Yukon-Koyukuk.

## Demografia
Segundo o censo americano de 2000, a sua população era de 100 habitantes.

## Geografia
De acordo com o United States Census Bureau tem uma área de 280,3 km², dos quais 278,9 km² cobertos por terra e 1,4 km² cobertos por água.

## Localidades na vizinhança
O diagrama seguinte representa as localidades num raio de 104 km ao redor de Circle.